# Exorista tubulosa
Exorista tubulosa là một loài ruồi trong họ Tachinidae.